# 294

## Nașteri
- dată necunoscută: Ammun Nitriotul pustnic și sfânt egiptean (d. 356)